# Vaccinium crassistylum
Vaccinium crassistylum är en ljungväxtart som beskrevs av Herman Otto Sleumer. Vaccinium crassistylum ingår i Blåbärssläktet, och familjen ljungväxter. Inga underarter finns listade i Catalogue of Life.